# Fatehpur Sikri
Fatehpur Sikri (grafie alternative: Fatehpur Seekri, Fatehapursikari; Hindi: फतेहपूर सिकरी, Urdu: فتحپور سیکری; italiano: La città della vittoria); è una suddivisione dell'India, classificata come municipal board, di 28 754 abitanti, situata nel distretto di Agra, nello stato federato dell'Uttar Pradesh. In base al numero di abitanti la città rientra nella classe III (da 20 000 a 49 999 persone).

## Geografia fisica
La città è situata a 27° 6' 0 N e 77° 40' 0 E e ha un'altitudine di 177 m s.l.m.

## Storia
La costruzione della città iniziò nel 1570, due anni dopo la nascita dell'erede Jahangir, ed Akbar scelse come sito della sua nuova capitale la collina dove viveva lo sceicco sufi Salim Chishti che gli aveva predetto la nascita del suo primogenito. Questi morì molto avanti negli anni poco dopo l'inizio dei lavori. Akbar volle quindi erigergli una grandiosa tomba-mausoleo nel cortile della nuova grande moschea.
La città fu costruita assai velocemente e dal 1573 vi lavorarono anche molti artigiani provenienti dal Gujarat, conquistato da Akbar proprio in quell'anno. Il nome Fatehpur significa proprio città della vittoria.
La città era collegata ad Agra, la vecchia capitale, da un'ampia strada limitata da una serie ininterrotta di botteghe di artigiani.
Nel 1585 Akbar e la corte trasferirono la capitale a Lahore, apparentemente a causa della mancanza d'acqua, ma più probabilmente per essere più vicini all'esercito che era impegnato in campagne militari nel nord dell'India. La città declinò rapidamente e venne abbandonata nel giro di pochi anni.

## Monumenti e luoghi d'interesse
Fatehpur Sikri è il più tipico esempio di città murata moghul, con aree private e pubbliche ben delimitate e porte di accesso imponenti. La architettura è un misto di stile indù ed islamico e riflette la visione politica e filosofica degli imperatori moghul ed il loro stile di governo. Dopo l'abbandono forzato della città, molti dei palazzi e delle moschee furono saccheggiate; l'attuale stato di conservazione, molto buono, si deve ai lavori di consolidamento iniziati dal viceré Lord Curzon.
Quello che oggi rimane della capitale di Akbar è l'area del palazzo, costituita da numerosi edifici separati, che si affacciano su una piazza molto ampia, e da una vasta moschea, collegata al palazzo. Al contrario di altri palazzi precedenti, non si trova all'interno di una cittadella. Non sono rimaste tracce delle abitazioni private della gente comune che vi abitava.
L'area del palazzo, come in altri successivi palazzi moghul, non è caratterizzata da strade, ma da terrazze con edifici individuali, ognuno con la sua funzione specifica.

## Palazzo reale
Il complesso reale di Fatehpur Sikri contiene gli spazi pubblici e privati della corte di Akbar, ivi compreso l'harem e l'edificio contenente il tesoro reale.

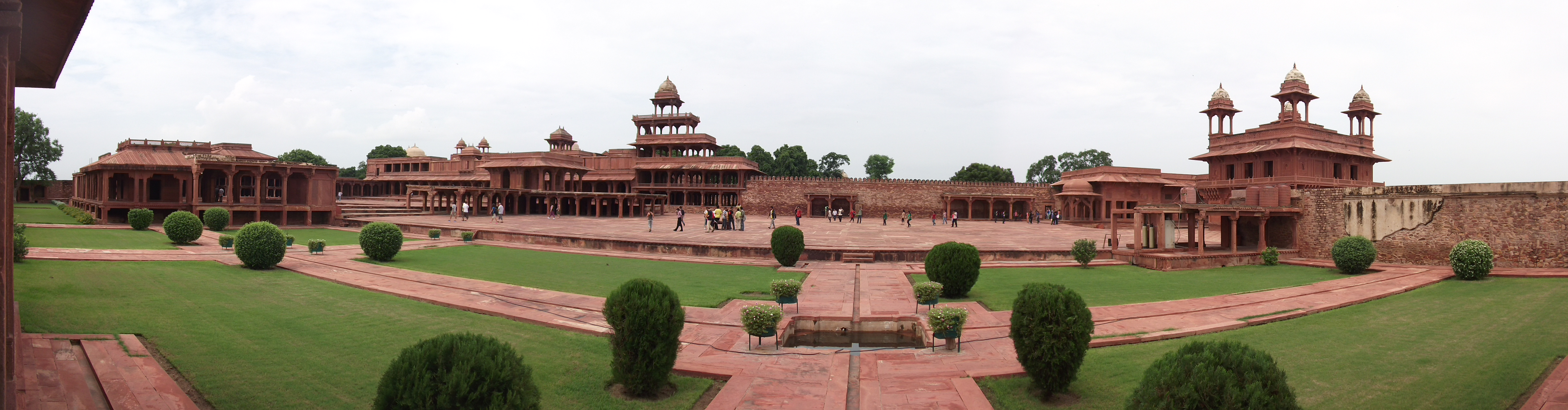
Vista panoramica del Complesso reale di Fatehpur Sikri

### Diwan-i-Aam

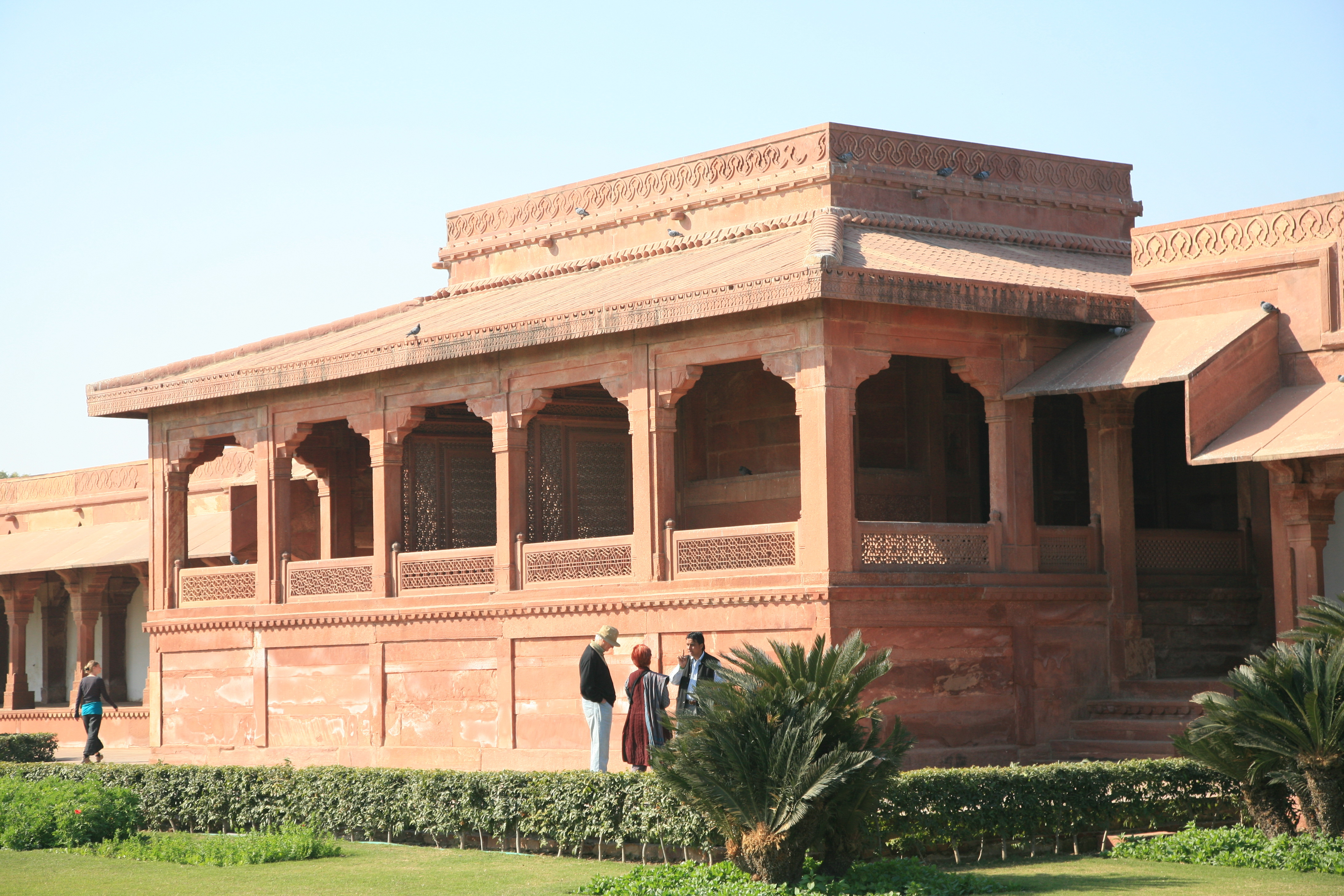
Diwan-i-Aam

L'edificio è preceduto da una corte molto ampia, posta proprio nei pressi dell'ingresso dell'area palaziale ed è delimitata da una serie di porticati su tre lati.
La corte si chiude con l'elaborato padiglione che a suo tempo era utilizzato per udienze e celebrazioni pubbliche ed era ricoperto da arazzi.

### Panch Mahal

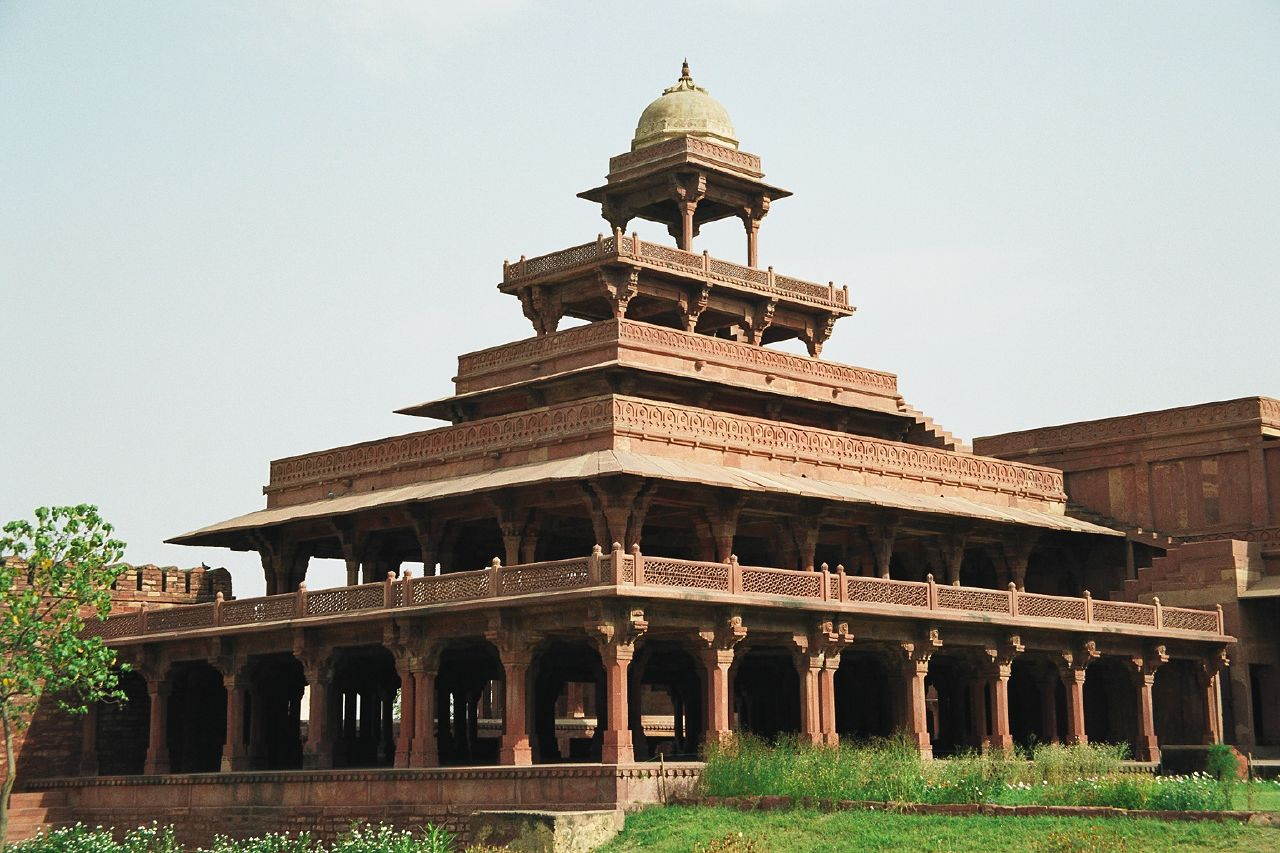
Panch Mahal

Si tratta di un padiglione a più piani in arenaria rossa ed era la sede dello zewawa, il quartiere femminile; ogni piano ha una estensione minore del precedente e l'ultimo termina con una cupola. Il Panch Mahal si affaccia sulla Pachisi court. In questo luogo le consorti di Akbar trascorrevano le calde serate estive per godersi un po' di refrigerio.

### Pachisi Court
È l'ampia corte dominata dal Diwan-i-Khas; deve il suo nome alla scacchiera posta al suo centro ed utilizzata dai membri della corte per giocare al gioco omonimo.

### Diwan-i-Khas

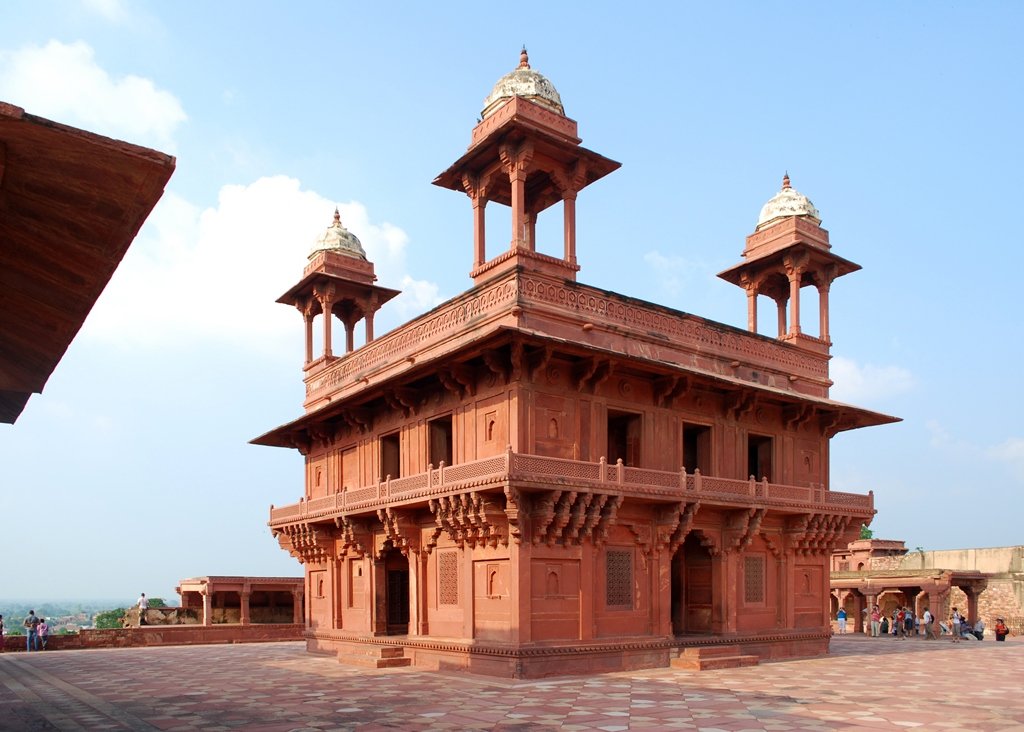
Il Diwan-i-Khas, o Divân-i-kaas

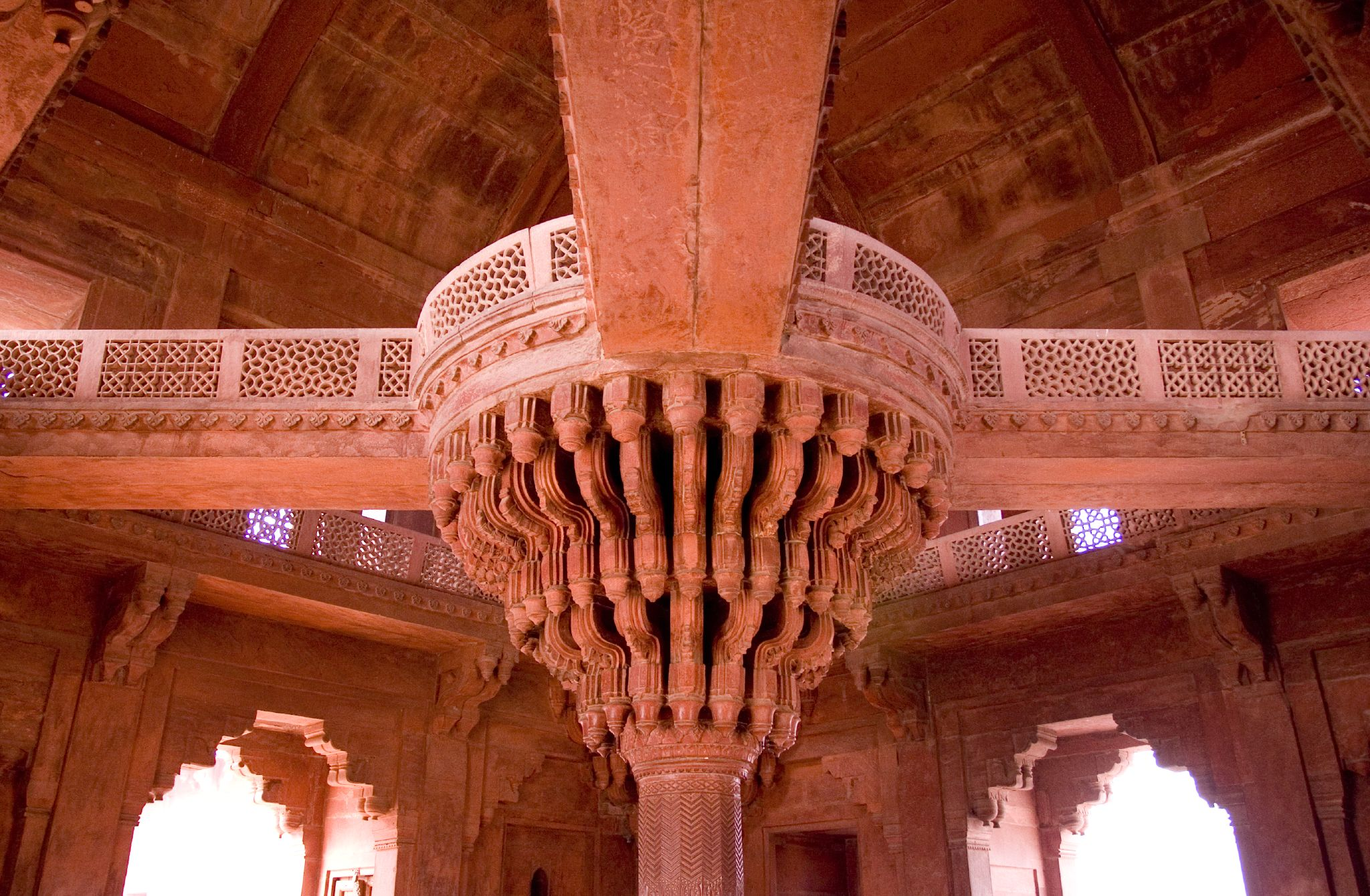
Interno del Diwan-i-Khas

La struttura era adibita alle udienze ed ai dibattiti privati. Si tratta di un edificio a base quadrata, con quattro chhatris (cupole), una ad ogni angolo del tetto; all'interno si trova una sola singola sala con al centro una colonna sulla cui sommità si trova un baldacchino.
Qui si tenevano le discussioni dell'imperatore Akbar con i rappresentanti delle diverse religioni del suo impero.

### Khwabgah
È l'edificio con l'appartamento privato dell'imperatore; le stanze sono dotate di un ingegnoso pozzo di ventilazione che garantiva aria fresca propri accanto al letto dell'imperatore.

### Anoop Talao

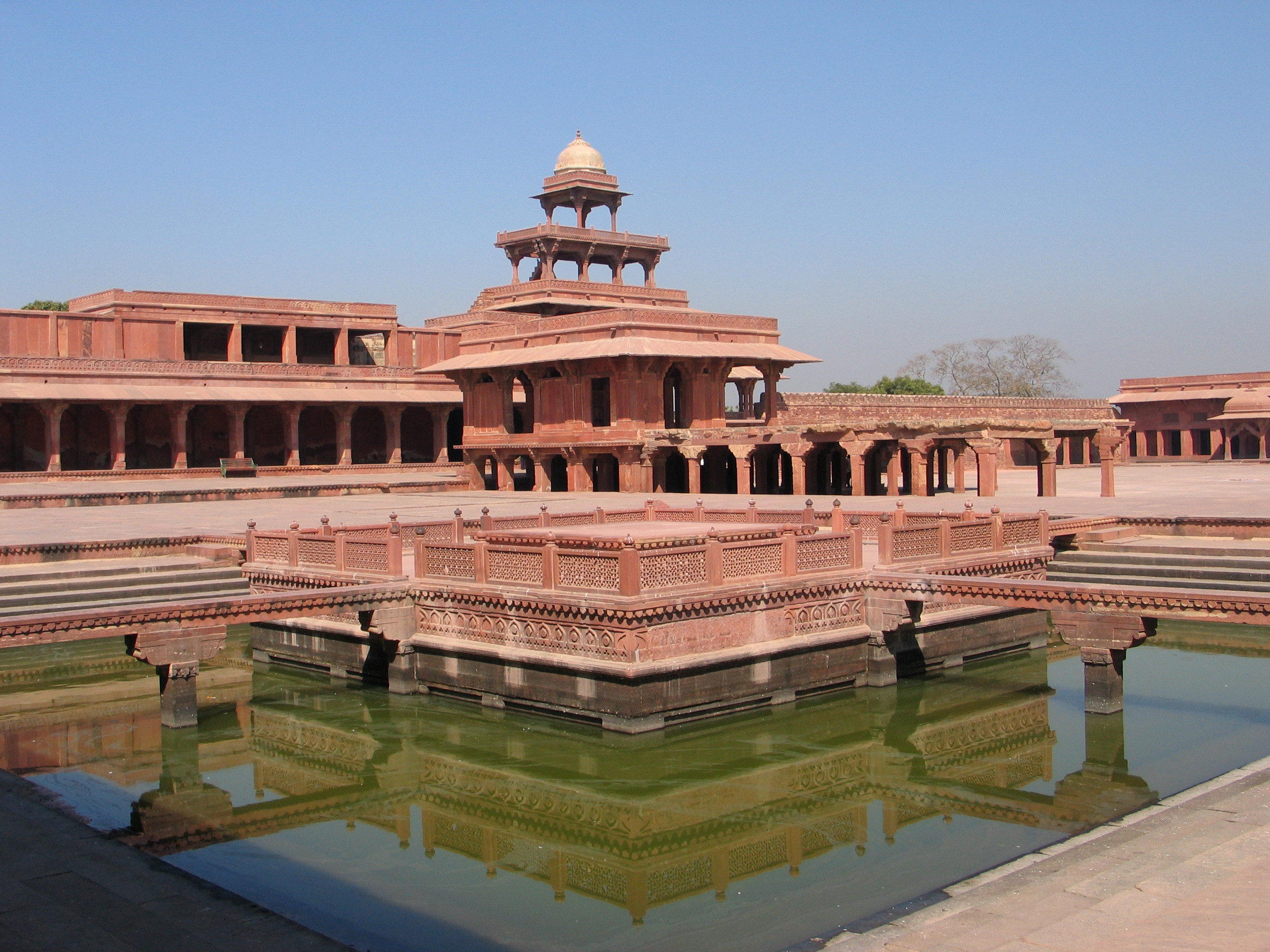
Anoop Talao

Fresca piscina situata nei pressi del Khwabgah, il palazzo privato dell'imperatore, ha al centro una terrazza riservata per lo stesso imperatore.

### Palazzo della Sultana Turca
Il palazzo (detto Turkish Sultana's House in inglese) ha all'interno splendidi pannelli e le pareti sono intagliate in maniera molto delicata e ricercata, tanto da sembrare di legno e non di pietra. In particolare il tetto in pietra imita le mattonelle di argilla.

### Palazzo di Birbal
È uno degli edifici dei quartieri femminili ed è caratterizzato a pianterreno da quattro ambienti quadrati, due dei quali sostengono delle stanze, mentre gli altri delle terrazze. La disposizione diagonale degli ambienti è fatta in modo che in ogni momento ci sia una camera ed una stanza in ombra.

### Ankh Michauli
Il nome dell'edificio significa "mosca cieca" ed era concepito, molto probabilmente, per conservare il tesoro imperiale. Sono presenti numerose sculture di animali in veste di guardiani mitologici.

### Ibadat Khana
Era una sala, costruita nel 1575, dove l'imperatore Akbar riuniva capi religiosi delle diverse confessioni per discutere di questioni inerenti alle stesse.

## Moschea Jama
Il quartiere sacro della città è costituito dalla Moschea Jama, separata dal palazzo tramite un ingresso che era di esclusivo utilizzo reale, il Badshani Darwaza.
Fu la principale moschea della città e servì da modello per le altre grandi moschee del periodo moghul. Come molte altre moschee, è fiancheggiata da chiostri porticati e presenta due grandi ingressi monumentali a sud e ad est. La parte più sacra di tutto il complesso è la tomba del mistico sufi Salim Chishti.

### Buland Darwaza

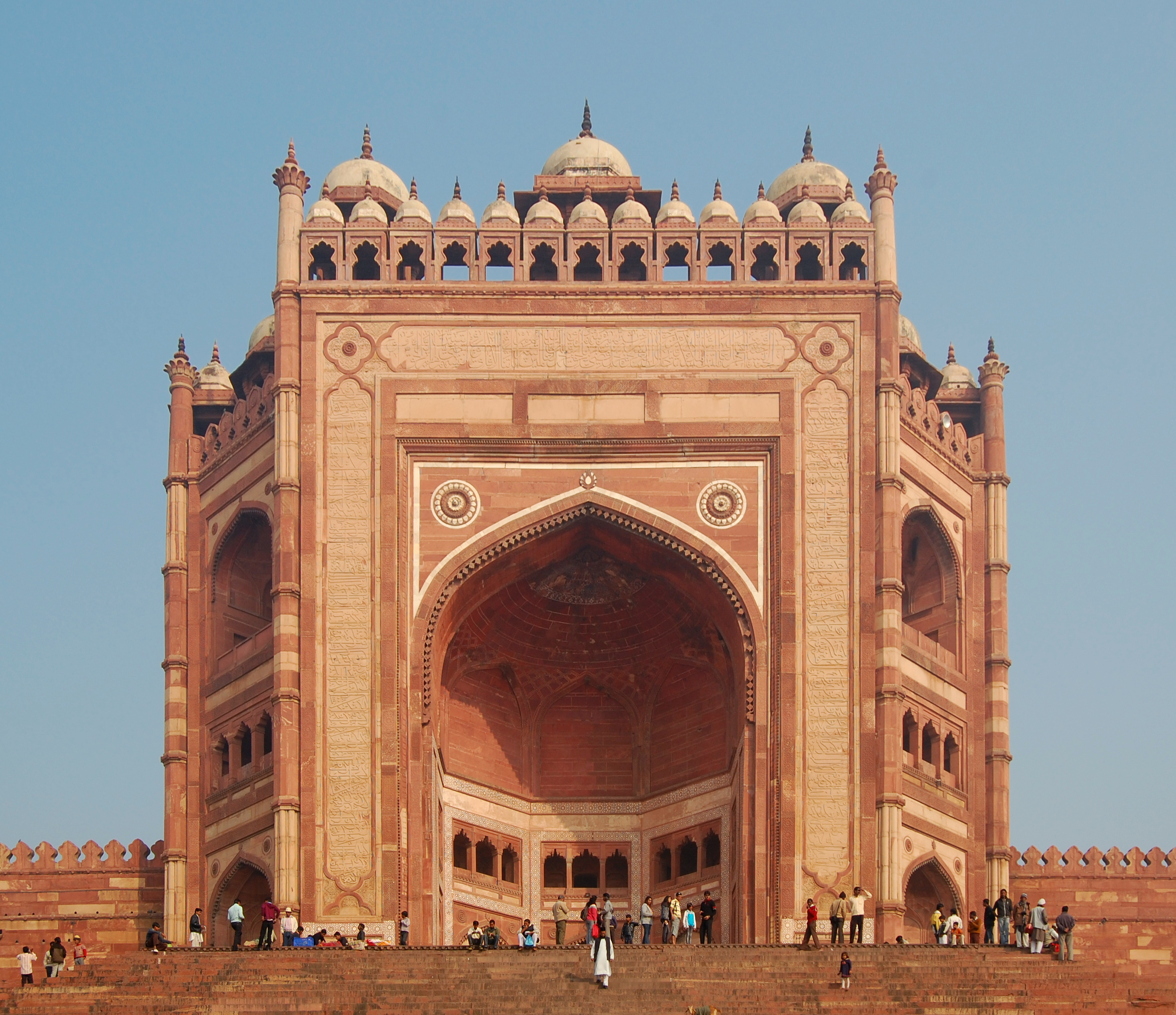
L'imponente ingresso del Buland Darwaza

È uno dei due imponenti ingressi alla Moschea Jama, alto ben 54 m. Fu fatto erigere da Akbar per celebrare degnamente la conquista del Gujarat del 1573 ed è servito come ispirazione per tutti gli altri ingressi principali delle grandi moschee indiane.

### Badshani Darwaza

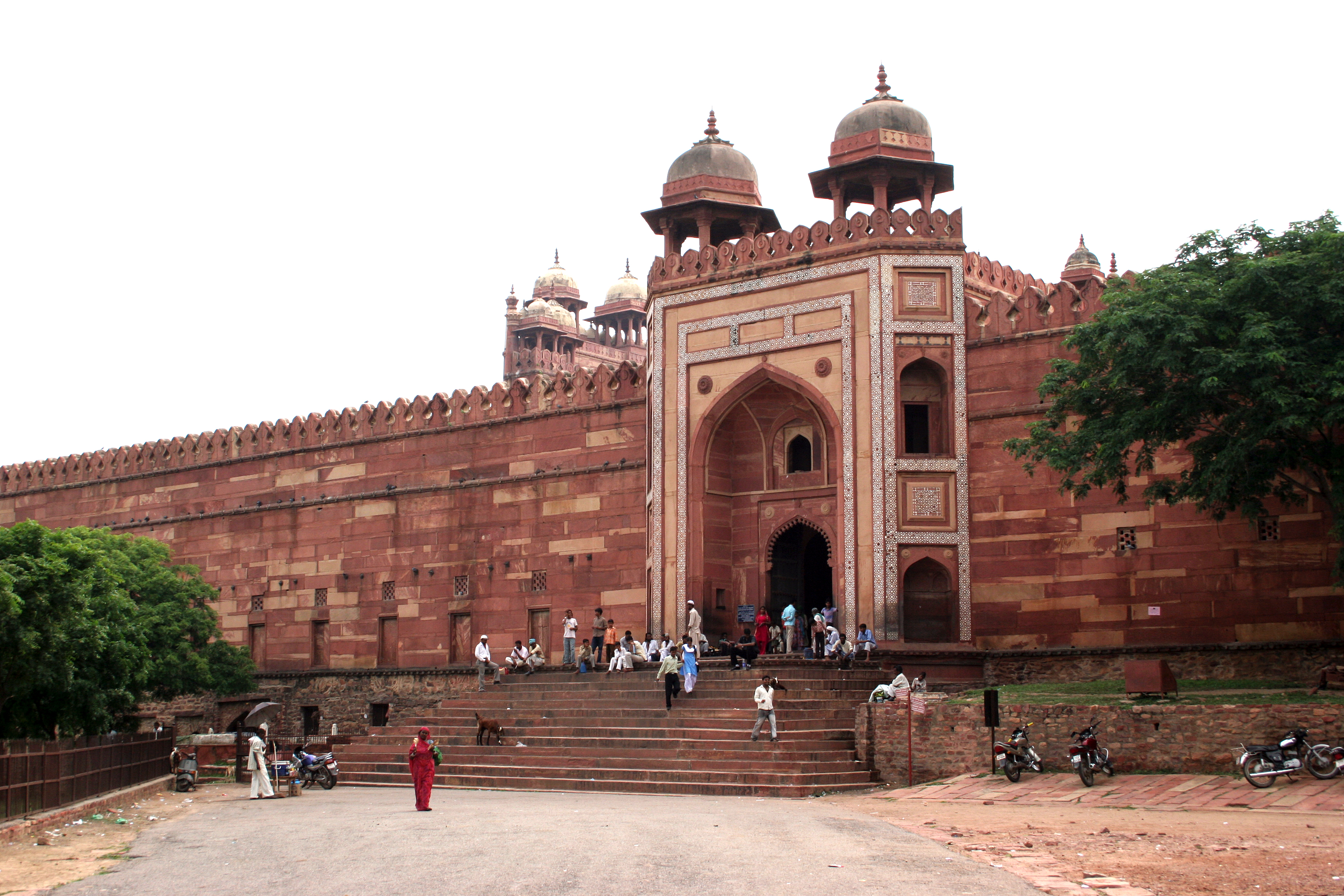
Badshani Darwaza, il secondo ingresso alla Moschea Jama

È il secondo ingresso per ampiezza alla Moschea Jama, da cui è possibile, entrando, avere una vista diretta della moschea. L'imperatore Akbar accedeva da questo ingresso e, per mezzo di una ripida scalinata al suo interno, poteva accedere direttamente alle aree a lui riservate del complesso.

### Mausoleo di Salim Chishti

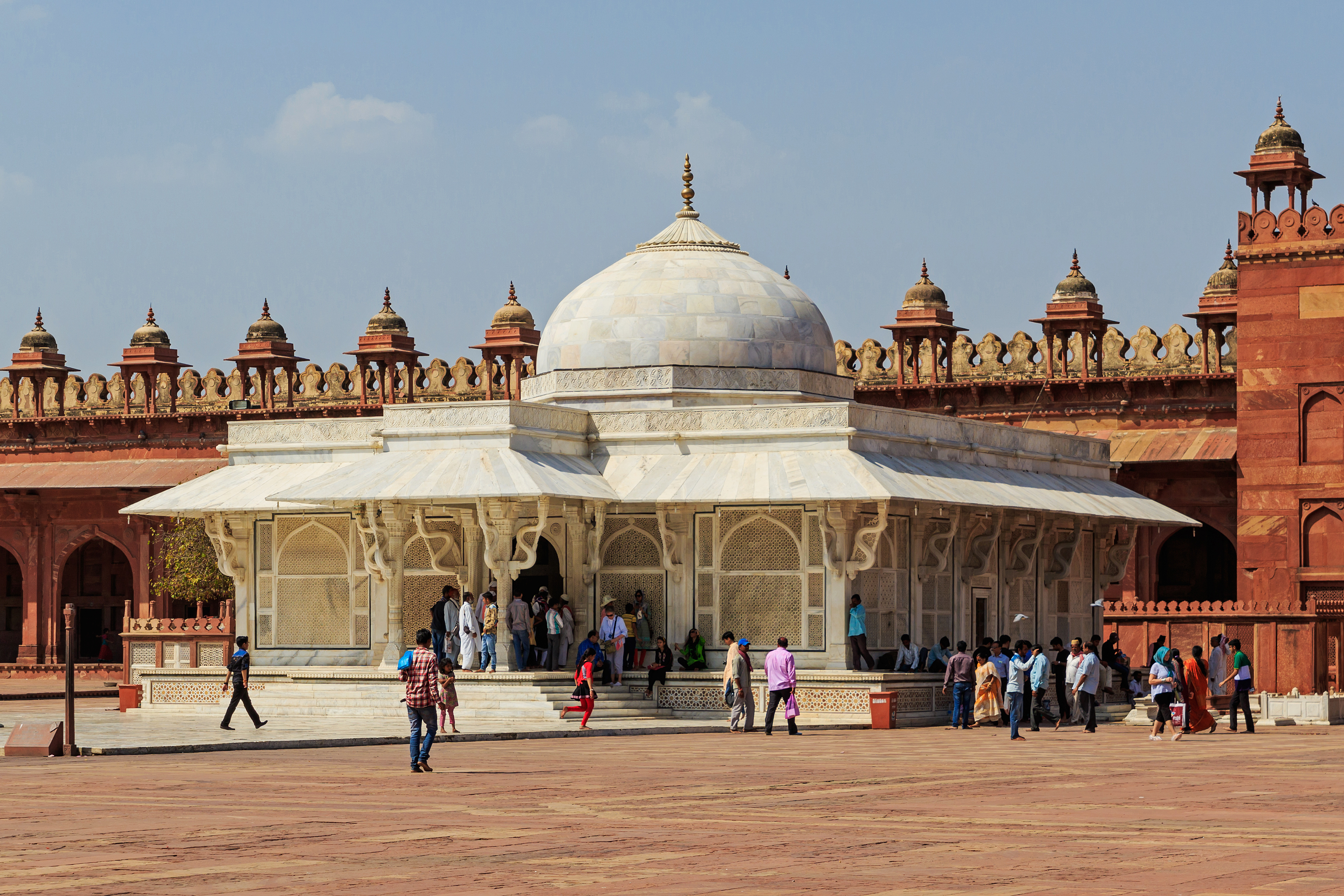
Il mausoleo di Salim Chishti

È la dargah fatta per ricordare la memoria di Salim Chishti, la cui costruzione fu finanziata sia da Akbar che dal figlio e successore Jahangir.
La struttura che contiene tomba del mistico sufi è in marmo bianco, sormontata da una cupola; il sarcofago è coperto da un baldacchino in legno di sandalo intarsiato in madreperla.

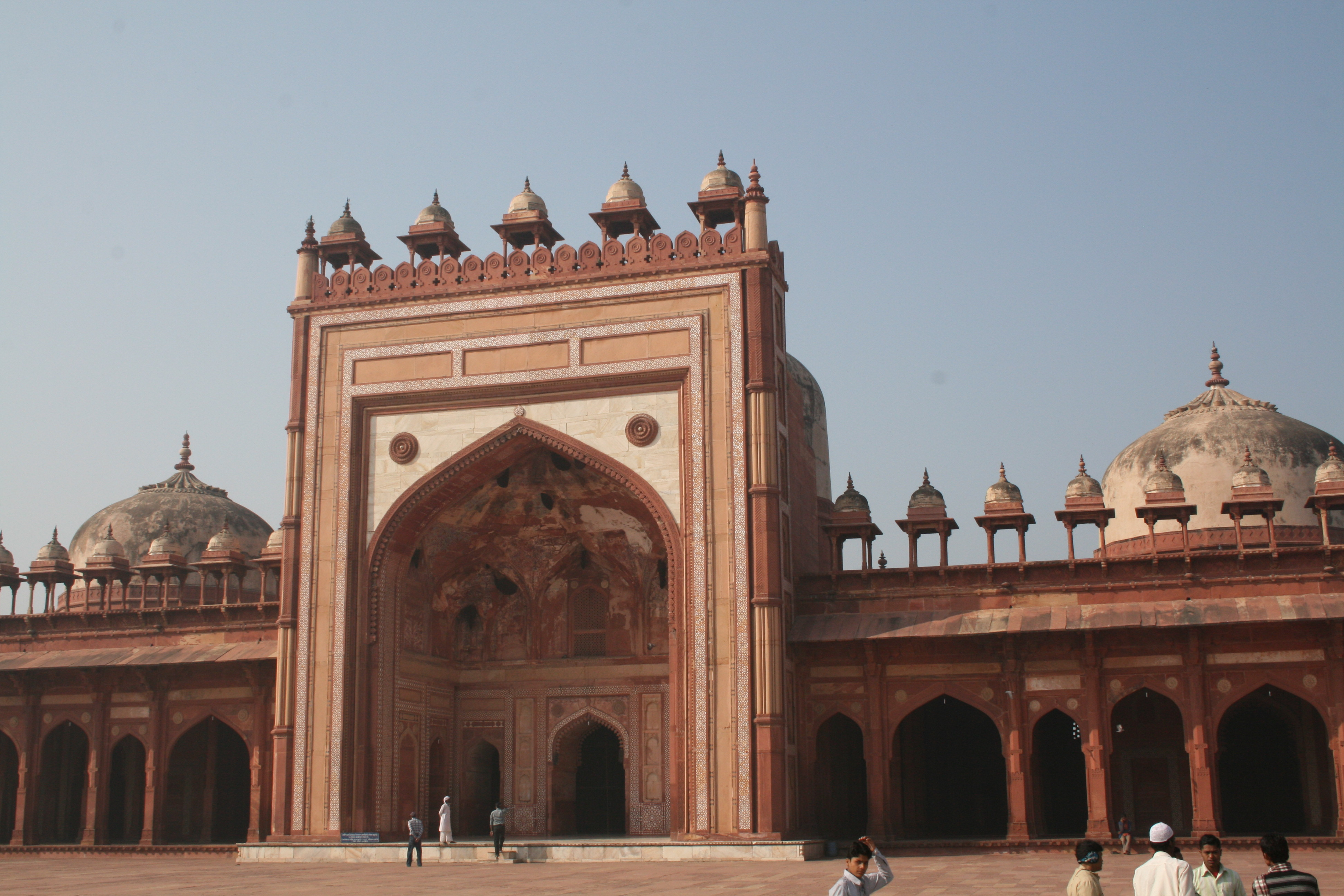
L'iwan della moschea con ai lati le due hujra

Il mistico si rese celebre grazie ad una profezia del 1568 che pose fine alla mancanza di figli maschi da parte dell'imperatore Akbar. A partire da quella data la tomba ha attirato folle di persone, soprattutto donne senza prole che vogliono avere dei figli; i numerosi pellegrini (sia indù che musulmani) esprimono il loro desiderio e legano un filo di cotone alla grata che protegge la tomba, nella speranza di venir esauditi.

### Hujra
Poste ai fianchi della moschea si trovano le due sale di preghiera identiche dette Hujra. Hanno tetto piatto e sono sormontate da cupola; inoltre sulla parte anteriore hanno la prosecuzione del colonnato che circonda l'intero complesso.

## Società

### Evoluzione demografica
Al censimento del 2001 la popolazione di Fatehpur Sikri assommava a 28 754 persone, delle quali 15 350 maschi e 13 404 femmine. I bambini di età inferiore o uguale ai sei anni assommavano a 5 378, dei quali 2 927 maschi e 2 451 femmine. Infine, coloro che erano in grado di saper almeno leggere e scrivere erano 13 336, dei quali 8 725 maschi e 4 611 femmine.